# 蟻プロジェクト198824
『蟻プロジェクト198824』（ありぷろじぇくと - ）は宝野アリカと片倉三起也による日本の音楽ユニット、ALI PROJECTの前身である蟻プロジェクトのライブ映像集・PV。発売元はZAZOU Records。ジャケットイラストは藤原カムイ作。

## 概要
蟻プロジェクトが、1988年2月4日に渋谷Egg-manで行ったライヴの模様と、「桜の花は狂い咲き」のビデオクリップがVHSに収められている。自身のレーベル「ZAZOU Records」から通信販売のみで発売され、現時点で他レーベルからの再発売はない。

## 収録曲
1. 桜の花は狂い咲き（プロモーションビデオ）
2. フラネールの幻想 ～ BGM
3. 青蛾月
4. 少女忌恋歌
5. 森の祭典
6. パラソルのある風景
7. アンジェ・ノワールの祭戯
8. マリーゴールド・ガーデン
9. 紅い睡蓮の午後
10. 桜の花は狂い咲き
11. 鬼百合の呪文
12. 鏡面界im Juni